# Спроектированный ребёнок
Характерный символ генетической инженерии — это «спроектированный ребёнок» (англ. Designer baby). Предполагается, что генетики сначала определят "гены, ответственные за "такие свойства, как интеллект, рост, цвет волос, агрессивность или самооценка, а затем на основании этих знаний создадут «наилучшую» версию ребёнка.. Спроектированный ребёнок — это ребёнок, генетический состав которого был выбран или изменён, для включения определенного гена или удаления генов, связанных с заболеванием. Сам процесс включает анализ человеческих эмбрионов для выявления генов, связанных с конкретными заболеваниями и характеристиками, и выбор эмбрионов, которые имеют желаемый генетический состав; другое название предимплантационная генетическая диагностика. Другие потенциальные методы, с помощью которых можно изменить генетическую информацию ребенка, включают непосредственное редактирование генома — генетического кода человека — до рождения. Этот способ редко используется, первый раз был в 2019 году, когда китайские близнецы Лулу и Нана были отредактированы как эмбрионы, что вызвало широкую критику.
Генетически измененные эмбрионы могут быть получены путем введения желаемого генетического материала в сам эмбрион или в сперматозоиды и/или яйцеклетки родителей; либо путем доставки нужных генов непосредственно в клетку, либо с использованием технологии редактирования генов. Этот процесс известен как инженерия зародышевой линии, он обычно не разрешается законом. Редактирование эмбрионов таким способом означает, что генетические изменения могут быть переданы будущим поколениям, и поскольку технология касается редактирования генов нерожденного ребёнка, процесс является предметом этических дебатов. В то время как некоторые учёные потворствуют использованию этой технологии для лечения заболеваний, другие высказывают опасения, что это может перейти в использование технологии для косметических модификаций и улучшения человеческих качеств, что может иметь неизвестные последствия для общества в будущем.

## Известные случаи
24 февраля 2015 года в США удалили ядра из оплодотворенных яйцеклеток женщине с нарушениями митохондриальной ДНК для лечения синдрома MELAS, заболевания, вызванного ненормальным митохондриальным геном, материнским геном, и в результате обнаружили нормальные митохондрии. Пересадив их в энуклеированные яйца женщины с ДНК, она создала оплодотворенную яйцеклетку с тремя генами и подтвердила технологию, предотвращающую передачу MELAS детям.
В эксперименте в августе 2017 года была предпринята попытка исправить гетерозиготную мутацию MYBPC3, связанную с гипертрофической кардиомиопатией у эмбрионов человека, с точным нацеливанием на CRISPR-Cas9. 52 % человеческих эмбрионов были успешно отредактированы, чтобы сохранить только нормальную копию дикого типа гена MYBPC3, остальные эмбрионы были мозаичными, где некоторые клетки в зиготе содержали нормальную копию гена, а некоторые содержали мутации.
25 ноября 2018 года Хэ Цзянькуй впервые объявил на YouTube, что его команда успешно создала первых в мире отредактированных по геному детей, Лулу и Нана. Официально представляя это достижение на Втором международном саммите по редактированию генома человека в Университете Гонконга три дня спустя, он сказал, что близнецы родились от генетически модифицированных эмбрионов, которые стали устойчивыми к ВИЧ. Его команда выбрала 8 пар, состоящих из ВИЧ-положительных отцов и ВИЧ-отрицательных матерей, из Пекинской группы добровольцев. Во время экстракорпорального оплодотворения сперматозоиды были очищены от ВИЧ. Используя редактирование генов CRISPR / Cas9, они мутировали ген CCR5, который придает устойчивость к ВИЧ-инфекции. «People’s Daily» объявила результат «историческим прорывом в применении технологии редактирования генов для профилактики заболеваний».